# Lô Châu, Tân Bắc
Lô Châu (tiếng Trung: 蘆洲區; bính âm Hán ngữ: Lúzhōu Qū; bính âm thông dụng: Lújhou Cyu; Bạch thoại tự: Lô·-chiu-khu) là một khu (quận) của thành phố Tân Bắc, Trung Hoa Dân Quốc (Đài Loan). Lô Châu là nơi có mật độ dân cư cao thứ hai tại Đài Loan với trên 26.600 người trên mỗi km². Cho đến trước ngày 25 tháng 12,2010 khi thành lập thành phố Tân Bắc, bản thân Lô Châu là một thành phố trực thuộc huyện Đài Bắc.